# Wakaso Mubarak
Wakaso Mubarak (ur. 25 lipca 1990 w Tamale) – ghański piłkarz, grający na pozycji defensywnego pomocnika, obecnie bez klubu. W latach 2012-2022 wielokrotny reprezentant Ghany. Srebrny medalista Pucharu Narodów Afryki 2015. Uczestnik Mistrzostw Świata 2014. Półfinalista Pucharu Narodów Afryki 2017.

## Kariera klubowa
Swoją karierę piłkarską Wakaso rozpoczął w klubie SC Adelaide. W 2007 roku został zawodnikiem Ashanti Gold SC, w barwach którego zadebiutował wówczas w ghańskiej Premier League. W Ashanti Gold występował przez sezon.
W 2008 roku Wakaso wyjechał do Hiszpanii i został zawodnikiem Elche CF, występującego w Segunda División. W barwach Elche zadebiutował 31 sierpnia 2008 w przegranym 0:1 domowym meczu z SD Eibar. W zespole Elche spędził dwa lata.
W 2010 roku Wakaso przeszedł do Villarrealu. W Primera División zadebiutował 2 marca 2011 w wygranym 1:0 domowym meczu z Hérculesem CF. W sezonie 2011/2012 spadł z Villarrealem z Primera do Segunda División.
W 2012 roku Wakaso podpisał kontrakt z Espanyolem. 18 sierpnia 2012 zadebiutował w Espanyolu w przegranym 1:2 wyjazdowym spotkaniu z RCD Mallorca i w debiucie zdobył gola.
W 2013 roku podpisał czteroletni kontrakt z rosyjskim Rubinem Kazań. W 2014 roku został wypożyczony do Celtiku, a w 2015 do UD Las Palmas. W 2016 trafił do Panathinaikosu.
| Sezon   | Klub             | Kraj      | Rozgrywki          | Mecze | Bramki |
| ------- | ---------------- | --------- | ------------------ | ----- | ------ |
| 2007/08 | Ashanti Gold SC  | Ghana     | Premier League     | ?     | ?      |
| 2008/09 | Elche CF         | Hiszpania | Segunda División   | 16    | 0      |
| 2009/10 | Elche CF         | Hiszpania | Segunda División   | 26    | 0      |
| 2010/11 | Villarreal CF    | Hiszpania | Primera División   | 11    | 0      |
| 2010/11 | Villarreal CF B  | Hiszpania | Segunda División   | 5     | 1      |
| 2011/12 | Villarreal CF    | Hiszpania | Primera División   | 6     | 0      |
| 2012/13 | RCD Espanyol     | Hiszpania | Primera División   | 26    | 3      |
| 2013/14 | Rubin Kazań      | Rosja     | Priemjer-Liga      | 14    | 2      |
| 2014/15 | Rubin Kazań      | Rosja     | Priemjer-Liga      | 2     | 0      |
| 2014/15 | Celtic F.C.      | Szkocja   | Premier League     | 5     | 0      |
| 2015/16 | UD Las Palmas    | Hiszpania | Primera División   | 20    | 1      |
| 2016/17 | Panathinaikos AO | Grecja    | Superleague Ellada | 8     | 1      |
| 2016/17 | Granada CF       | Hiszpania | Segunda División   | 11    | 1      |
| 2017/18 | Deportivo Alavés | Hiszpania | Primera División   | 21    | 0      |
| 2018/19 | Deportivo Alavés | Hiszpania | Primera División   | 29    | 1      |

Aktualizacja: 20 maja 2019

## Kariera reprezentacyjna
W reprezentacji Ghany Wakaso zadebiutował 13 października 2012 roku w wygranym 1:0 meczu kwalifikacji do Pucharu Narodów Afryki 2012 z Malawi, rozegranym w Lilongwe.
Wcześniej, w 2005 roku, Wakaso wystąpił z kadrą U-17 na Mistrzostwach Świata U-17.